# Gustave Cabaret
Pour les articles homonymes, voir Cabaret (homonymie).
Gustave Cabaret est un archer français né le 1er novembre 1866 à Claye-Souilly et mort le 4 avril 1918 en son domicile 10, rue du Faubourg Saint Denis dans le 10e arrondissement de Paris

## Biographie
Gustave Cabaret membre de la compagnie des archers de Claye-Souilly est à 9 reprises champion de France d'arc.Il participe aux épreuves de tir à l'arc aux Jeux olympiques d'été de 1908 à Londres. 
Vingt-sixième en double york round, il remporte une médaille de bronze en style continental. 
Manouvrier, il se reconvertit, après sa consécration, dans la fabrication d'arcs. Il ouvre un magasin situé 10 rue du Faubourg Saint Denis dans le 10e arrondissement en 1909.

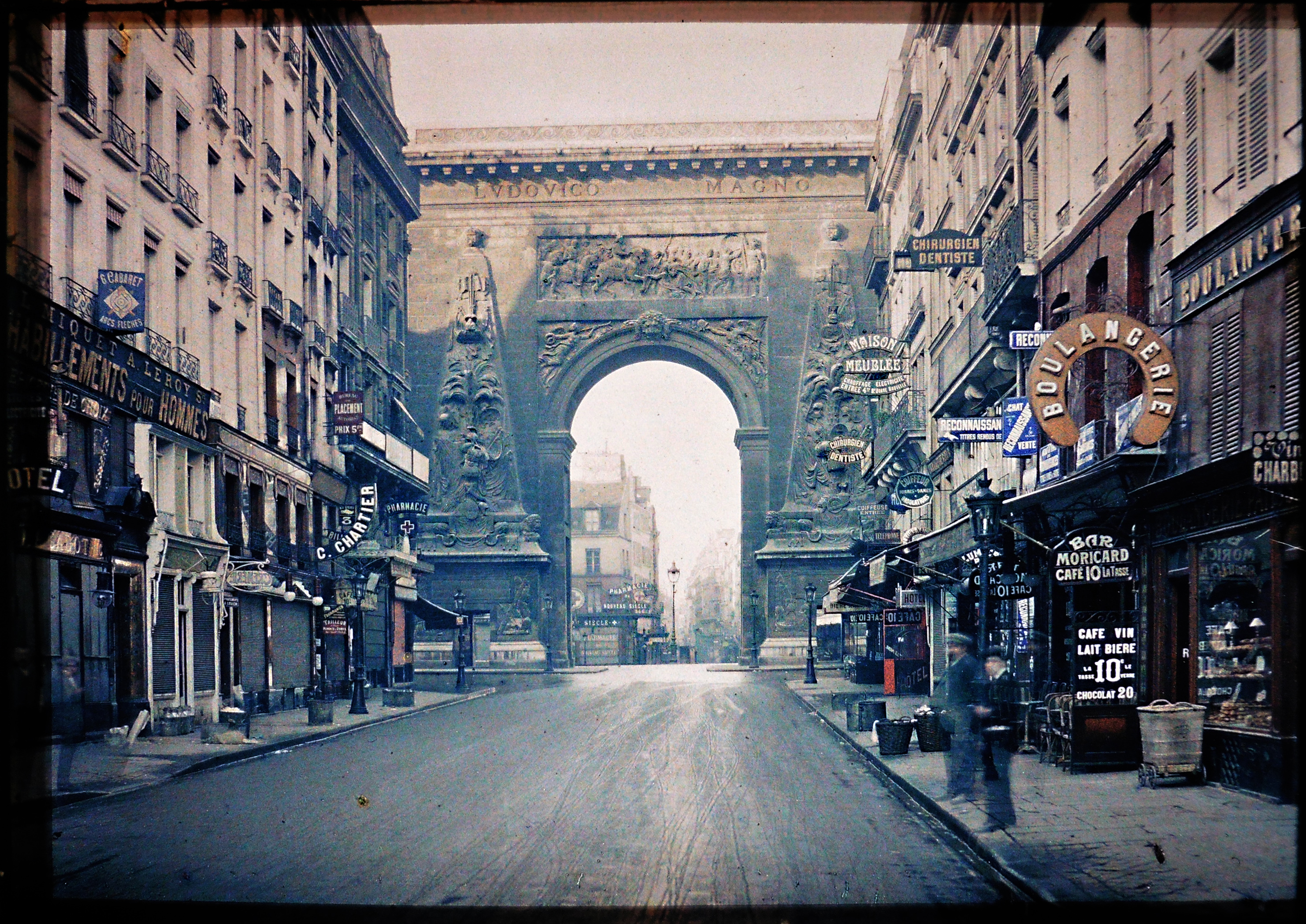
La boutique d'arcs de Gustave Cabaret (premier plan à gauche 2e étage)